# Assemblea Nacional Catalana
Assemblea Nacional Catalana, oft auch mit dem Akronym ANC bezeichnet (deutsch Katalanische Nationalversammlung) ist eine separatistische Bürgerbewegung, deren Ziel die Unabhängigkeit Kataloniens von Spanien ist. Sie wurde am 10. März 2012 in Barcelona gegründet. Präsidentin ist seit 2022 Dolors Feliu. Die Vorgänger waren von 2018 bis 2022 Elisenda Paluzie und zuvor Jordi Sànchez. 

## Gründung
Zum einen sieht sich die ANC in der Nachfolge des Katalanischen Nationalrats (Consell Nacional de Catalunya); dieser entstand während der Franco-Diktatur und hatte die Wiederherstellung der Freiheiten und der Demokratie sowie das Recht auf Selbstbestimmung der Bürger Kataloniens zum Ziel. Die Organisation entstand aus den sogenannten „Befragungen zur Unabhängigkeit“, die 2009 bis 2011 in Katalonien durchgeführt wurden. Die erste Befragung dieser Art fand in der Stadt Arenys de Munt, in der katalanischen Region Maresme, statt. Die Befragungen waren sogenannte „Volksabstimmungen“, die durch die Zivilgesellschaft ohne jegliche Unterstützung von Institutionen organisiert wurden. Den Bürgern wurde folgende Frage gestellt: „Sind Sie damit einverstanden, dass Katalonien ein unabhängiger, demokratischer, sozialer und in der Europäischen Union integrierter Rechtsstaat wird?“ Es folgten mehrere Abstimmungsrunden (13. Dezember, 28. Februar, 25. April etc.), und die letzte fand am 10. April 2010 in Barcelona statt. Rund 900.000 Menschen nahmen daran teil.
Am 13. September 2009 beschloss eine Gruppe von Unabhängigkeitsbefürwortern, die unterschiedlichen Bestrebungen ehemaliger Unabhängigkeitsbewegungen zu vereinen, um eine neue, gemeinsame Bürgerbewegung zu konstituieren. Die Gruppe nahm Kontakt auf mit weiteren historischen Befürwortern, und zusammen bauten sie das geistige Grundgerüst für die neue Bewegung. Aus dieser Zusammenarbeit gingen die „Gründungserklärung“ (Declaració Fundacional) und der „Plan zur Vorgehensweise“ (Full de Ruta) hervor. Beide Dokumente wurden auf dem „Nationalen Gipfel für den eigenen Staat“ verabschiedet, der am 30. April 2011 in der Kongresshalle von Barcelona stattfand. 1.500 Personen nahmen an der Veranstaltung teil, und man beschloss die Schaffung eines Ständigen Ausschusses und eines Sekretariats. Dessen Verantwortung lag darin, den Grundstein für die zukünftige, am 10. März 2012 gegründete Katalanische Nationalversammlung zu legen.
Von der ANC organisierte Großkundgebungen fanden fortan jeweils am 11. September statt, da dies der katalanische „Nationalfeiertag“ ist, die Diada. An diesem Tag wird der Kapitulation Barcelonas und ihrer Niederlage nach der Belagerung durch die Truppen von Philipp V. de Bourbon im Jahr 1714 gedacht, die den Spanischen Erbfolgekrieg beendeten und zu einer Zentralisierung des spanischen Staates führten. Für Katalonien bedeutete es den Verlust gewisser regionaler Bürgerrechte (Constitucions) und, mit dem Erlass des königlichen Dekrets der Nueva Planta, die Auflösung seiner partikularen Institutionen, die Einführung der Gesetze Kastiliens und einen Verlust der Stellung der katalanischen Sprache.

## Aktionen
„Der Weg in die Unabhängigkeit“, der am 30. Juni 2012 begann, war die erste großangelegte Aktion der Organisation nach Gründung der ANC. Dabei fanden Hunderte von Aktivitäten statt, die Woche für Woche Tausende von Menschen in allen Teilen des Landes mobilisierten. Den Höhepunkt stellte am 11. September 2012 eine Großkundgebung in Barcelona mit 1,5 Millionen Teilnehmern dar, vereint unter dem Leitspruch „Katalonien, neuer Staat in Europa“. Diese Demonstration und verschiedene Meinungsumfragen deuteten auf eine bürgerliche Mehrheit für eine Unabhängigkeit und bewegten die separatistischen Parteien dazu, verstärkt für einen unabhängigen Staat zu agieren.
Am 14. September 2012 kam es zu einer Sitzung von Vertretern der Katalanischen Nationalversammlung und dem Präsidenten der Generalitat de Catalunya, Artur Mas. Die ANC warb für einen Bürgerentscheid in der Form von Wahlen zum katalanischen Parlament. In der darauffolgenden Woche scheiterten Verhandlungen des Präsidenten der Generalitat mit dem spanischen Ministerpräsidenten Mariano Rajoy über den sogenannte „Fiskalpakt“, der Katalonien mehr Steuerautonomie verleihen sollte. Angesichts des Ausgangs der Verhandlungen wurden für den 25. November 2012 vorgezogene Wahlen für das katalanische Parlament einberufen. Die Wahlergebnisse führten zu einer Mehrheit von Abgeordneten, die die Durchführung einer Volksbefragung zur Unabhängigkeit Kataloniens befürworteten (87 Befürworter, 28 Gegner, 20 Enthaltungen).
Im folgenden Jahr ging die ANC mit dem „Katalanischen Weg“ einen Schritt weiter. Eine Menschenkette, die am 11. September 2013 ununterbrochen die 400 Kilometer der katalanischen Küste, von El Pertús bis Alcanar, durchquerte und mehr als 1,6 Millionen Menschen mobilisierte, übertraf alle Erwartungen. Die sogenannte Via Catalana wurde mit der Teilnahme von mehr als 20 Prozent der Bevölkerung die größte Bürgeraktion seit dem Fall der Berliner Mauer. Mit dieser Menschenkette konnte der Kompromiss der katalanischen Regierung, eine Befragung über die Unabhängigkeit im Jahr 2014 einzuberufen und einen festen Termin sowie eine bestimmte Frage vor Ende des Jahres 2013 bekannt zu geben, bekräftigt werden. Am selben Morgen des 11. September 2013 empfingen der Präsident der Generalitat, Artur Mas, und die Vizepräsidentin, Joana Ortega, eine Delegation der ANC mit ihrer Präsidentin Carme Forcadell, die ihnen das Anliegen übermittelte, ein Referendum zur Unabhängigkeit mit einer eindeutigen Frage durchzuführen, so dass das katalanische Volk sich eindeutig und demokratisch in einem Urnengang äußern kann.
Die katalanischen Menschenketten fanden auch über die Grenzen Kataloniens hinaus statt. Zwischen dem 1. August und dem 11. September wurden 116 kleinere Menschenketten in über 50 Ländern durchgeführt.

## Rolle in der Katalonien-Krise ab 2017
Die ANC war auch treibende Kraft im Vorfeld des umstrittenen (und von der spanischen Justiz als illegal erklärten) Unabhängigkeitsreferendums in Katalonien vom 1. Oktober 2017, wo sie maßgeblich bei der Organisation der Wahl und der in diesem Umfeld veranstalteten Massenkundgebungen mitwirkte; auch in der darauffolgenden Katalonien-Krise spielte die ANC als lautstarker Befürworter für die Unabhängigkeit eine herausragende Rolle.
Am 16. Oktober 2017 wurden der Präsident der ANC, Jordi Sànchez, zusammen mit Jordi Cuixart, dem Chef von Òmnium Cultural, auf Anordnung der spanischen Justiz in Untersuchungshaft genommen; ihnen wurde öffentlicher Aufruhr vorgeworfen, sie hätten am 20. und 21. September, im Vorfeld des Referendums, als Rädelsführer durch die Organisation über soziale Netze von 40.000 Personen die Arbeit der Polizei behindert; die Menge protestierte gegen die von der Justiz angeordnete Festnahme von Organisatoren des Referendums, richtete mutwillig Sachschaden an und habe dabei eine Hausdurchsuchung der Consejería de Economía verhindern wollen.
Die Unabhängigkeitsbefürworter bezeichnen diese Entscheidung als Repression und die beiden Aktivisten als „politische Häftlinge“. Im Prozess gegen Jordi Sànchez und elf Mitangeklagte erging im Oktober 2019 das Urteil; Sànchez wurde zu neun Jahren Haft verurteilt.
Elisenda Paluzie, die Jordi Sànchez an der Spitze der ANC nach dessen Verhaftung ablöste, fordert Neuwahlen in Katalonien nach einer möglichen Verurteilung der Angeklagten, die bei einer Mehrheit separatistischer Stimmen unweigerlich zur Unabhängigkeit Kataloniens führen sollen, und kritisierte dabei die Regionalregierung unter Quim Torra als nicht ausreichend kompromisslos.